# Кордун (Мехединци)
Кордун (рум. Cordun) насеље је у Румунији у округу Мехединци у општини Коркова. Oпштина се налази на надморској висини од 159 m.

## Становништво
Према подацима из 2002. године у насељу је живело 677 становника, од којих су сви румунске националности.